# Alexander Braun (Künstler)

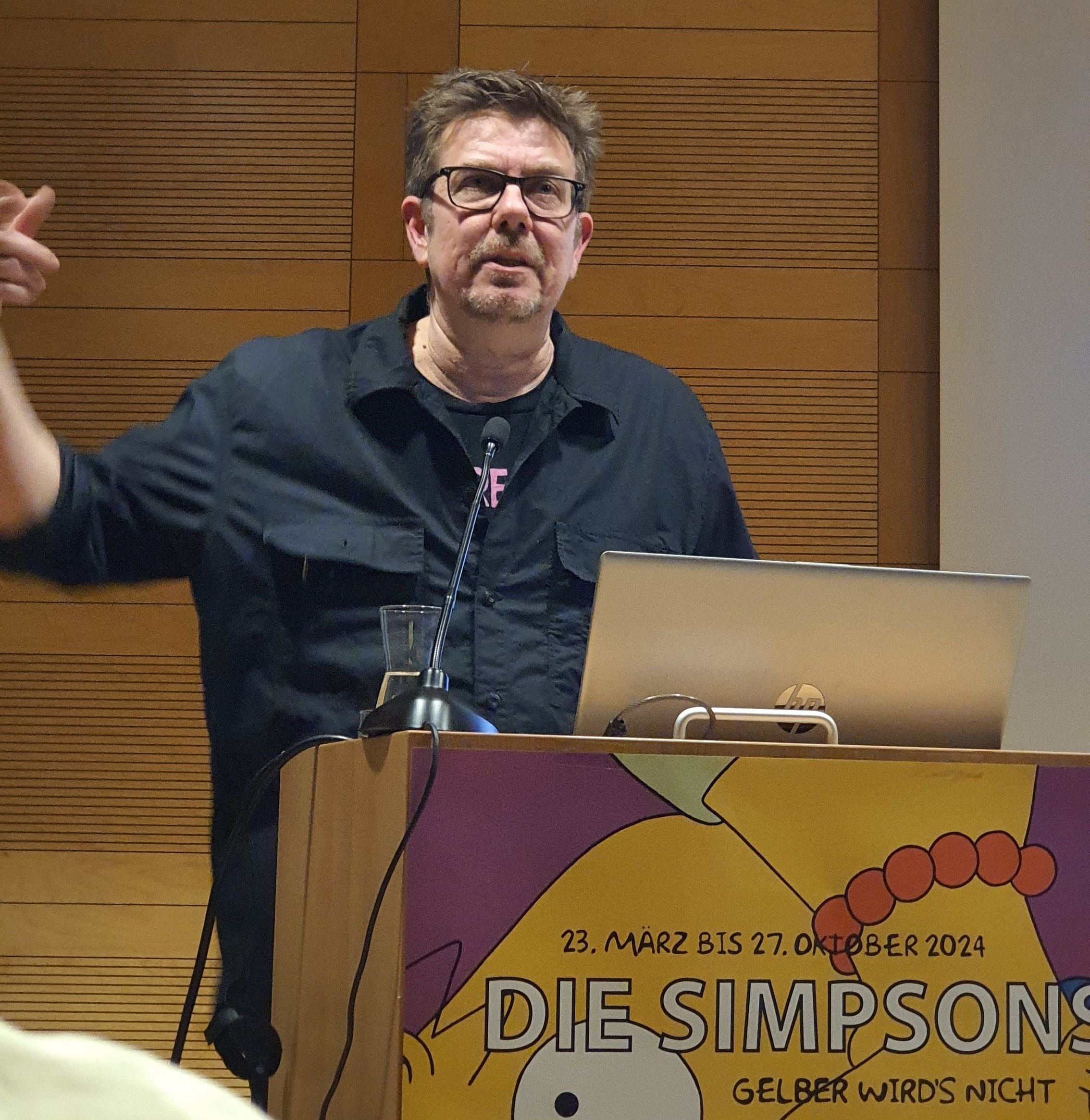
Alexander Braun auf der Eröffnungsveranstaltung der von ihm kuratierten Ausstellung "Die Simpsons - gelber wird's nicht" in Dortmund am 22. März 2024.

Alexander Braun (* 1966 in Dortmund) ist ein deutscher Kunsthistoriker, Kurator und bildender Künstler.

## Leben
Alexander Braun studierte von 1985 bis 1993 Kunstgeschichte, Philosophie und Archäologie an der Ruhr-Universität Bochum, unter anderem beim Kunsthistoriker Max Imdahl (1925–1988), und an der Freien Universität Berlin.
Seither ist er als freischaffender bildender Künstler tätig. 1996 promovierte Braun an der Uni Bochum zum Werk des amerikanischen Installationskünstlers Robert Gober. Zudem schrieb er für verschiedene Kunstmagazine, inzwischen noch sporadisch für die Zeitschrift KUNSTFORUM international.
Von 2001 bis 2004 hatte Braun einen Lehrauftrag für Gestaltungslehre an der Hochschule Niederrhein in Krefeld und 2003 einen Lehrauftrag für Experimentelle Plastik an der Universität Dortmund. Von 2007 bis 2008 nahm er einen Lehrauftrag an der Kunsthochschule Kassel wahr, 2011 an der Rheinischen Friedrich-Wilhelms-Universität Bonn.
2008/09 kuratierte Braun die Ausstellung Jahrhundert der Comics – Die Zeitungs-Strip-Jahre, die in Museen in Bielefeld, Dortmund, Erlangen und Remscheid gezeigt wurde. 2012/13 folgte die erste deutsche Retrospektive zum Werk des amerikanischen Comic- und Filmpioniers Winsor McCay (Troisdorf, Hannover, Erlangen, Basel, Backnang, Dortmund). Zu beiden Ausstellungen legte er umfangreiche Publikationen vor, darunter auch die 2014 im Taschen-Verlag erschienene Gesamtausgabe Winsor McCays Little Nemo, die im Juli 2015 mit dem Eisner-Award ausgezeichnet wurde (das Buch erschien in drei Sprachen: engl. deutsch, franz. und erlebte bisher verschiedene Neuauflagen in veränderter Form). Neben der Wanderausstellung Going West: Der Blick des Comics Richtung Westen (2014–2016) kuratierte er 2016 für die Schirn in Frankfurt die Ausstellung Pioniere des Comic: Eine andere Avantgarde. Außerdem 2017 zusammen mit Andreas C. Knigge für die Bundeskunsthalle Bonn die Ausstellung Comics, Mangas, Graphic Novels. Seit 2019 kuratiert er regelmäßig den schauraum: comic + cartoon in seiner Geburtsstadt Dortmund. Bisherige Ausstellungen: Ente Süß Sauer – Carl Barks und die Folgen (2019), Nimm das, Adolf – Zweiter Weltkrieg im Comic (2019) und ANIMEfantastisch – Die Kunst des japanischen Zeichentrickfilms (2020). 2020 gewann er zum zweiten Mal einen Eisner-Award, den »Oscar« der amerikanischen Comicindustrie, für sein Buch Krazy Kat – The Complete Color Sundays 1935–1944 (Taschen Verlag, das Buch erschien in drei Sprachen: engl. deutsch, franz.). 2021 folgte die erste Retrospektive zum Werk von Will Eisner im deutschsprachigen Raum, begleitet von einer viel beachteten Monografie zu Leben und Werk des amerikanischen Ausnahmekünstlers.
Die erste Einzelausstellung seiner künstlerischen Arbeiten hatte Braun 1996 in der Wiener Secession, weitere folgten in Deutschland, Großbritannien, Spanien und den USA. Zudem war er bislang an mehreren Dutzend Gruppenausstellungen in verschiedenen Ländern beteiligt.
Braun lebte und arbeitete bis 2006 in Dortmund, dann von 2006 bis 2014 in Bonn, heute in Bad Honnef. Im Februar 2009 wurde er mit dem Kunstpreis der Stadt Bonn ausgezeichnet. 2011 folgte ein Arbeitsstipendium der Stiftung Kunstfonds.

## Werk
Brauns künstlerisches Werk umfasst Installationen, Videokunst, Fotografie und „genähte“ Bilder aus Filz. Seit 2005 entsteht die Werkgruppe „Walden“ aus mit Tusche auf farbigen Holzgründen gemalten/gezeichneten Bildern, Videos, Bronzen und Vintage-Fotografien. Bei seinen einzelnen Werkgruppen folgt Braun konzeptionellen Ansätzen, die sich häufig auf Nachbardisziplinen wie Literatur oder Musik beziehen. Das 2003 begonnene „Retablo-Projekt“ besteht aus einer Zusammenarbeit mit Votivtafel-Malern aus Mexiko-Stadt.

## Stipendien und Auszeichnungen
- 1999: Ringenberg Stipendium des Landes Nordrhein-Westfalen
- 1999: Artist in Residence, Chinati Foundation, Marfa, Texas
- 2000: Transfer Stipendium (Spanien) des Kultursekretariats Nordrhein-Westfalen
- 2000: GWK Förderpreis der westfälischen Wirtschaft
- 2000: Stipendium Junge Kunst der Stadt Lemgo
- 2002: Rohkunstbau Stipendium, Schloss Groß Leuthen, Brandenburg
- 2009: Kunstpreis der Stadt Bonn
- 2011: Arbeitsstipendium Stiftung Kunstfonds
- 2015: Eisner Award in der Kategorie Best Archival Collection / Project—Strips
- 2020: Eisner Award in der Kategorie Best Archival Collection / Project—Strips
- 2021: Peng! – Der Münchner Comicpreis des Comicfestival München in der Rubrik Beste Neuveröffentlichung eines Klassikers für Winsor McCays Little Nemo – Gesamtausgabe und George Herrimans „Krazy Kat“ (beide TASCHEN Verlag) und in der Rubrik Beste Sekundärliteratur für Will Eisner – Graphic Novel Godfather (avant-verlag)[7]
- 2022: Max-und-Moritz-Preis des Comic-Salon Erlangen in der Rubrik Spezialpreis der Jury[8]
- 2023: Peng! – Der Münchner Comicpreis des Comicfestival München in der Rubrik Beste Sekundärliteratur für The Katzenjammer Kids – Der älteste Comic der Welt (avant-verlag Verlag)[9]

## Einzelausstellungen (Auswahl)
- 1996: Wiener Secession
- 1999: Chinati Foundation, Marfa, Texas
- 2000: Overbeck-Gesellschaft, Lübeck
- 2000: Gesellschaft der Freunde Junger Kunst, Baden-Baden
- 2000: Museum am Ostwall, Dortmund
- 2000: Wewerka-Pavillon, Münster
- 2001: Kunstverein Celle
- 2002: Galerie Michael Zink, München
- 2007: Kunsthalle Bielefeld
- 2007: Galerie der Stadt Remscheid
- 2008: Institut für moderne Kunst Nürnberg
- 2010/2011: Kunstmuseum Bonn

## Comic-Ausstellungen
- 2009/10: Jahrhundert der Comics – Die Zeitungs-Strip-Jahre, Bielefeld, Dortmund, Erlangen, Remscheid
- 2010: Helden, Freaks und Superrabbis – Die jüdische Farbe des Comics, Jüdisches Museum Berlin (Beratung und Leihgaben)
- 2011: Winsor McCay – Comic-Visionär & Film-Pionier, Universität Bonn
- 2012–2013: Winsor McCay – Comics, Filme Träume, Troisdorf, Hannover, Erlangen, Basel, Backnang, Dortmund
- 2014–2016: Going West! Der Blick des Comics Richtung Westen, Basel, Dortmund, Backnang, Hannover
- 2016: Pioniere des Comic – Eine andere Avantgarde, Schirn Kunsthalle Frankfurt a. M.
- 2017: Comics! Mangas! Graphic Novels!, Bundeskunsthalle Bonn (zusammen mit Andreas C. Knigge)
- 2018: Rudolph Dirks – Zwei Lausbuben und die Erfindung des modernen Comics, Heide i. Holstein (Beratung und Leihgaben)
- 2019: Ente süß sauer – Carl Barks und die Folgen, Dortmund
- 2019: Nimm das Adolf! Zweiter Weltkrieg im Comic, Dortmund
- 2020: ANIME fantastisch, Dortmund
- 2021–2023: Will Eisner – Graphic Novel Godfather, Dortmund, Erlangen, Basel, Rendsburg
- 2022: Horror im Comic
- 2023: „Staying West“ – Comics über den wilden Westen[10]
- 2024: Die Simpsons – gelber wird’s nicht! (23. März bis 27. Oktober 2024), Dortmund
- 2024–2025: Black Comics – Vom Kolonialismus zum Black Panther, Dortmund

## Bibliografie zum Thema Comic
- Jahrhundert der Comics: Die Zeitungs-Strip-Jahre. Huelsmann-Stiftung, Bielefeld, 2008, ISBN 978-3-9812373-0-6.
- Winsor McCay: Comics, Filme Träume. Hrsg. von der German Academy of Comic Art. Bocola-Verlag, Bonn, 2012, ISBN 978-3-939625-40-7.
- Winsor McCay: The complete Little Nemo 1905–1927. Taschen-Verlag, Köln, 2014, ISBN 978-3-8365-5431-2.
- Going West! Der Blick des Comics Richtung Westen. German Academy of Comic Art, 2014, ISBN 978-3-9813589-2-6.
- Pioniere des Comic: Eine andere Avantgarde. Verlag Hatje Cantz, Ostfildern, 2016, ISBN 978-3-7757-4110-1.
- Winsor McCays Little Nemo Gesamtausgabe 1905–1909. Taschen-Verlag, Köln, 2016, ISBN 978-3-8365-6308-6.
- Einleitung zu: Winsor McCay: Die Luftschiffabenteuer von Little Nemo. Taschen-Verlag, Köln, 2017, ISBN 978-3-8365-6637-7.
- zusammen mit Andreas C. Knigge: Comics! Mangas! Graphic Novels! 6 Bände. Bundeskunsthalle Bonn, 2017, OCLC 1037277995.
- Winsor McCays Little Nemo Gesamtausgabe 1910–1927. Taschen-Verlag, Köln, 2016, ISBN 978-3-8365-7611-6.
- George Herrimans Krazy Kat: Die kompletten Sonntagsseiten in Farbe. Taschen-Verlag, Köln, 2016, ISBN 978-3-8365-7194-4.
- Ente süß sauer – Carl Barks und die Folgen. Kulturbetriebe der Stadt Dortmund, 2019, ISBN 978-3-9820732-0-0.
- Nimm das Adolf! Zweiter Weltkrieg im Comic. Kulturbetriebe der Stadt Dortmund, 2019, ISBN 978-3-9820732-1-7.
- Anime fantastisch: Die Kunst des japanischen Zeichentrickfilms. riva Verlag, München, 2020, ISBN 978-3-7423-1504-5.
- Will Eisner – Graphic Novel Godfather. Avant-Verlag, Berlin, 2021, ISBN 978-3-96445-050-0.
- Horror im Comic. Avant-Verlag, Berlin, 2022, ISBN 978-3-96445-067-8
- zusammen mit Tim Eckhorst: Katzenjammer: The „Katzenjammer Kids“ – der älteste Comic der Welt. Avant-Verlag, Berlin, 2022, ISBN 978-3-96445-090-6.
- Staying West – Comics vom Wilden Westen. Salleck Publications, Wattenheim, 2023, ISBN 978-3-89908-800-7.
- Die Simpsons: Gelber wird's nicht. Panini Verlag, Stuttgart, 2024, ISBN 978-3-8332-4519-0.
- Black Comics – Vom Kolonialismus zum Black Panther. Panini Verlag, Stuttgart, 2025, ISBN 978-3833246425.